# 制姓
制姓是越南特有的姓氏，来自占城君王的尊称「Cei」，意思是「叔」或「伯」。

## 名人
- 制光恩，越南阮朝官員，占族人。